# Johan August af Petersens
Johan August af Petersens, född 25 oktober 1806 i Erstaviks kapellförsamling, död 5 december 1867 i Göteborg, var en svensk militär och politiker. Han tillhörde ätten af Petersens.
af Petersens blev kadett vid Krigsakademien på Karlberg 1821, officerskadett vid Ingenjörkåren 1824, underlöjtnant i nämnda kår 1826 och vid kåren samma år. Han var fortifikationsbefälhavare på Karlstens fästning 1832—1835. af Petersens blev löjtnant vid kåren 1834, kapten i armén 1837, fortifikationsbefälhavare i Göteborg och på Nya Älvsborgs fästning 1840 och kapten vid kåren 1845. Han befordrades till major i armén 1857 och till överstelöjtnant i armén 1861. af Petersens var ledamot av Göteborgs stadsfullmäktige 1863-1867. Han satt även i styrelsen för Göteborgs museum, utarbetade stadgar till Slöjdföreningens skola och var engagerad i fattigvård och andra praktiska kommunala spörsmål. af Petersens invaldes som ledamot av Vetenskaps- och Vitterhetssamhället i Göteborg 1846. Han blev riddare av Svärdsorden 1850.